# Eugène Grasset
Eugène Grasset (ur. 25 maja 1841 w Lozannie, zm. 23 października 1917 w Sceaux) – szwajcarski artysta, działający we Francji, tworzący w stylu secesji. Studiował w Zurychu, w 1871 r. osiadł w Paryżu. W swojej twórczości inspirował się wzorami orientalnymi i średniowiecznymi, stworzył  własny styl rysunku o linearnej i płaszczyznowej formie.
Projektował plakaty, witraże, litery, metaloplastykę, tkaniny dekoracyjne, biżuterię i meble. Był także autorem szeregu grafik.